# فیلیپ کلفل
فیلیپ کلفل (به آلمانی: Philipp Kleffel) (۹ دسامبر ۱۸۸۷ – ۱۰ اکتبر ۱۹۶۴) نظامی بلندپایه آلمانی در دوره رایش سوم بود که فرماندهی یگان‌های مختلفی را در جنگ جهانی دوم بر عهده داشت.

## سال‌های اولیه
روز ۲۵ ماه نوامبر سال ۱۹۰۵ به نیروی زمینی پادشاهی پروس پیوست و در هنگ ۱ سواره‌نظام پومرانی قرار گرفت. با آغاز جنگ جهانی اول با همین این هنگ در قالب لشکر یکم سواره‌نظام در جبهه شرقی حضور یافت. پس از تجربه نبردهای متعدد در مناطق مختلف، ماه سپتامبر سال ۱۹۱۴ به مقام آجودان هنگ خود منصوب شد. ماه آوریل سال ۱۹۱۶ به عنوان آجودان به هنگ ۴۱ سواره‌نظام منتقل و در ماه اکتبر همان سال در مقام فرماندهی یکی از گروهان‌های آن قرار گرفت. از ماه آوریل سال ۱۹۱۷ از او در وظایف ستادی یگان‌های مختلف از جمله سپاه ۴۱ ذخیره استفاده گردید.
ترفیع درجه
- ۱۸ مه ۱۹۰۷: ستوان دوم
- ۲۴ دسامبر ۱۹۱۴: ستوان یکم
- ------ : سروان
- ۱ اکتبر ۱۹۲۹: سرگرد
- ۱ دسامبر ۱۹۳۳: سرهنگ دوم
- ۱ آوریل ۱۹۳۶: سرهنگ
- ۱ ژوئن ۱۹۳۹: سرتیپ
- ۱ ژوئن ۱۹۴۱: سرلشکر
- ۱ مارس ۱۹۴۲: سپهبد (ژنرال سواره‌نظام)

## رایشسور
پس از پایان جنگ به عنوان داوطلب به فرای‌کور پیوست. سپس وارد رایشسور شد و خدمت خود را در ستاد کل فرماندهی عالی مرزبانی شمال و آجودان لشکر یکم پیاده‌نظام ادامه داد.

## نشان‌ها
- صلیب آهنین درجه دو و یک: ۱۹۱۴
- گیره صلب آهنین درجه دو و یک
- صلیب شوالیه صلیب آهنین: ۱۷ فوریه ۱۹۴۲
- صلیب آلمانی نقره‌ای: ۳۰ دسامبر ۱۹۴۳

## مناصب
| مناصب نظامی                        | مناصب نظامی                                                | مناصب نظامی                   |
| ---------------------------------- | ---------------------------------------------------------- | ----------------------------- |
| پیشین: سرلشکر یوآخیم فن کورتسفلایش | فرمانده لشکر یکم پیاده‌نظام ۱۴ آوریل ۱۹۴۰ – ۱۲ ژوئیه ۱۹۴۱   | پسین: سرتیپ فریدریش آلتریختر  |
| پیشین: سرتیپ فریدریش آلتریختر      | فرمانده لشکر یکم پیاده‌نظام ۴ سپتامبر ۱۹۴۱ – ۱۴ ژانویه ۱۹۴۲ | پسین: سرلشکر مارتین گراز      |
| پیشین: سپهبد گئورگ لیندمن          | فرمانده سپاه ۵۰ ۱۹ ژانویه ۱۹۴۲ – ۳ مارس ۱۹۴۲               | پسین: سپهبد هربرت فن بوکمن    |
| پیشین: سپهبد هربرت فن بوکمن        | فرمانده سپاه ۵۰ ۲۰ ژوئیه ۱۹۴۲ – ۱۷ سپتامبر ۱۹۴۳            | پسین: سپهبد ویلهلم وگنر       |
| پیشین: سرلشکر فریدریش-ویلهلم نومن  | فرمانده سپاه ۳۰ ۱۶ دسامبر ۱۹۴۴ – ۲۵ آوریل ۱۹۴۵             | پسین: سرلشکر آرنولد بورمایستر |
| پیشین: سپهبد گونتر بلومنتریت       | فرمانده ارتش بیست و پنجم years=۲۸ مارس ۱۹۴۵ – ۷ آوریل ۱۹۴۵ | پسین: -                       |